# قائمة حلقات بن 10: ألتيمت إليين
بن 10: ألتيمت إليين (بالإنجليزية: Ben 10: Ultimate Alien) هو مسلسل تكمل أحداثه فقد أصبح عمر بن وغوين 16 وكيفين 17 وكشف بن وأصبح مشهورا جدا حيث أن العالم كله أصبح يردد اسمه بكل إعجاب وفخر ولكن للشهرة ضريبة فما كانت ضريبة بن يا ترى؟
هذه قائمة
حلقات بن 10: ألتيمت إليين على كرتون نتورك بالعربية.

## نظرة على السلسلة
| الموسم | الموسم | الحلقات | تاريخ البث العربي | تاريخ البث العربي | عدو الرئيسي           | عدو الرئيسي |
| الموسم | الموسم | الحلقات | بداية السلسلة     | نهاية السلسلة     | عدو الرئيسي           | عدو الرئيسي |
| ------ | ------ | ------- | ----------------- | ----------------- | --------------------- | ----------- |
|        | 1      | 20      | 23 أبريل 2010     | 10 ديسمبر 2010    | اغريغور والتميت كيفين |             |
|        | 2      | 32      | 4 فبراير 2011     | 31 مارس 2012      | داغين وفلغاكس         |             |

## الحلقات

### الموسم الأول
| الرقم في السلسلة | الرقم في الموسم | العنوان                       | تاريخ البث العربي |
| ---------------- | --------------- | ----------------------------- | ----------------- |
| 01               | 01              | «الشهرة»                      | 23 ابريل 2010     |
| 02               | 02              | «الخداع»                      | 30 ابريل 2010     |
| 03               | 03              | «ضرب مكان العيش»              | 07 مايو 2010      |
| 04               | 04              | «لعبة الفيديو»                | 14 مايو 2010      |
| 05               | 05              | «الهروب من اغريغور»           | 21 مايو 2010      |
| 06               | 06              | «حار جدا في التعامل»          | 28 مايو 2010      |
| 07               | 07              | «خطا اندرياس»                 | 04 يونيو 2010     |
| 08               | 08              | «الانصهار»                    | 11 يونيو 2010     |
| 09               | 09              | «وقت البطل»                   | 18 يونيو 2010     |
| 10               | 10              | «اغريغور الاقوى»              | 10 أكتوبر 2010    |
| 11               | 11              | «خريطة اللامحدود»             | 10 أكتوبر 2010    |
| 12               | 12              | «المجد الكبير»                | 15 أكتوبر 2010    |
| 13               | 13              | «في الأعماق»                  | 22 أكتوبر 2010    |
| 14               | 14              | «حيث يحدث السحر»              | 29 أكتوبر 2010    |
| 15               | 15              | «بريبلكساهدرون»               | 05 نوفمبر 2010    |
| 16               | 16              | «بوابة الخلق»                 | 12 نوفمبر 2010    |
| 17               | 17              | «الحانات ولا حديد القفص»      | 19 نوفمبر 2010    |
| 18               | 18              | «عدو عدوي»                    | 03 ديسمبر 2010    |
| 19               | 19              | «السلطة المطلقة الجزء الاول»  | 10 ديسمبر 2010    |
| 20               | 20              | «السلطة المطلقة الجزء الثاني» | 10 ديسمبر 2010    |

### الموسم الثاني
| الرقم في السلسلة | الرقم في الموسم | العنوان                              | تاريخ البث العربي |
| ---------------- | --------------- | ------------------------------------ | ----------------- |
| 21               | 01              | «حقيقة يونيس»                        | 04 فبراير 2011    |
| 22               | 02              | «العين بصيرة»                        | 11 فبراير 2011    |
| 23               | 03              | «صراع على السلطة»                    | 18 فبراير 2011    |
| 24               | 04              | «خبر الموسم»                         | 04 مارس 2011      |
| 25               | 05              | «مشكلة فتاة»                         | 11 مارس 2011      |
| 26               | 06              | «الصديق وقت الضيق»                   | 18 مارس 2011      |
| 27               | 07              | «مخلوق من وراء»                      | 25 مارس 2011      |
| 28               | 08              | «التدريب الاساسي»                    | 01 ابريل 2011     |
| 29               | 09              | «انها ليست سهلة كونها غوين»          | 08 ابريل 2011     |
| 30               | 10              | «عودة بن 10000»                      | 15 ابريل 2011     |
| 31               | 11              | «شارد الذهن»                         | 22 ابريل 2011     |
| 32               | 12              | «السجين رقم 775 مفقود»               | 29 ابريل 2011     |
| 33               | 13              | «عملية التطهير»                      | 16 سبتمبر 2011    |
| 34               | 14              | «القرد يقول»                         | 23 سبتمبر 2011    |
| 35               | 15              | «تحية من تيكادون»                    | 30 سبتمبر 2011    |
| 36               | 16              | «دائرة حراسة مرمى اللهب»             | 07 أكتوبر 2011    |
| 37               | 17              | «مزدوج او لا شي»                     | 14 أكتوبر 2011    |
| 38               | 18              | «صديقة مثالية»                       | 21 أكتوبر 2011    |
| 39               | 19              | «التضحية الكبرى»                     | 28 أكتوبر 2011    |
| 40               | 20              | «اتساع تلفيف»                        | 04 نوفمبر 2011    |
| 41               | 21              | «والدة الفريدلز»                     | 18 نوفمبر 2011    |
| 42               | 22              | «فارس الحفظ»                         | 02 ديسمبر 2011    |
| 43               | 23              | «محاذاة الانفرادي»                   | 09 ديسمبر 2011    |
| 44               | 24              | «المفتش 13»                          | 04 فبراير 2012    |
| 45               | 25              | «عدو شانكاستر»                       | 11 فبراير 2012    |
| 46               | 26              | «الفيلم»                             | 18 فبراير 2012    |
| 47               | 27              | «عندما تسقط النجوم»                  | 25 فبراير 2012    |
| 48               | 28              | «و ياتي بيض التنين»                  | 03 مارس 2012      |
| 49               | 29              | «ليلة من الكابوس»                    | 10 مارس 2012      |
| 50               | 30              | «بداية النهاية»                      | 17 مارس 2012      |
| 51               | 31              | «العدو في نهاية المطاف الجزء الاول»  | 24 مارس 2012      |
| 52               | 32              | «العدو في نهاية المطاف الجزء الثاني» | 31 مارس 2012      |